# الكسندر كاتافورد
الكسندر كاتافورد (بالإنجليزية: Alexander Cataford)‏ (و. 1993  م) هو راكب دراجة هوائية كندي، ولد في أوتاوا.

## سجل الفوز

### سباقات أو مراحل فاز بها
| التاريخ        | السباق                                                  | المركز                                          |
| -------------- | ------------------------------------------------------- | ----------------------------------------------- |
| 01 يناير 2013  | 2013 Canada National Road Cycling Championships Men ITT |                                                 |
| 01 يناير 2016  | 2016 Canada National Road Cycling Championships Men ITT |                                                 |
| 08 مايو 2016   | طواف غيلا 2016                                          |                                                 |
| 07 أغسطس 2016  | طواف يوتا 2016                                          | التاسع في تصنيف الجبال                          |
| 05 سبتمبر 2016 | طواف ألبرتا 2016                                        | الخامس في التصنيف العام                         |
| 02 أبريل 2017  | 2017 Joe Martin Stage Race                              | العاشر في التصنيف العام                         |
| 01 يناير 2018  | 2018 Canada National Road Cycling Championships Men ITT |                                                 |
| 03 يونيو 2018  | طواف كوريا 2018                                         | الخامس في تصنيف الجبال                          |
| 19 أغسطس 2018  | كولورادو كلاسيك 2018                                    | العاشر في التصنيف العام، الثامن في تصنيف الجبال |
| 14 أكتوبر 2018 | طواف بحيرة تايهو 2018                                   | الثالث في التصنيف العام                         |

## روابط خارجية
- الكسندر كاتافورد على موقع الاتحاد الدولي للدراجات (الإنجليزية)
- الكسندر كاتافورد على موقع أرشيف الدراجات (الإنجليزية)
- الكسندر كاتافورد على موقع إحصائيات الدراجات الإحترافية (الإنجليزية)
- الكسندر كاتافورد على موقع نسبة الدراجات (الإنجليزية)
- الكسندر كاتافورد على موقع CycleBase (الإنجليزية)